# Søren Mørch
Søren Mørch (* 2. Dezember 1933 in Kopenhagen; † 24. Januar 2024) war ein dänischer Historiker, der 1990 mit dem Søren-Gyldendal-Preis geehrt wurde.

## Leben
Nach dem Schulbesuch studierte Mørch Geschichte und war zwischen 1967 und 2003 Lektor an der Universität Odense, der heutigen Süddänischen Universität. Daneben war er Mitherausgeber von Gyldendals Danmarkshistorie, die zwischen 1977 und 1992 in zehn Bänden beim Verlag Gyldendal erschien, sowie 1992 Herausgeber des sechsbändigen Werkes Det europæiske hus, dessen ersten Band er verfasste.
Er war außerdem Autor zahlreicher Fachbücher über die Geschichte Dänemarks wie zum Beispiel Den ny Danmarkshistorie 1880-1960 (1982), Det store bankkrak. Landmandsbankens sammenbrud 1922-23 (1986) über die Finanzkrise bei der Danske Bank Anfang der 1920er Jahre, Den sidste Danmarkshistorie (1996) sowie mit Per Hansen Den Danske Bank (1997).
Große Bekanntheit erreichte er durch das Buch 24 statsministre. 24 fortællinger om magten i Danmark i det tyvende århundrede og en kort forklaring på, hvor den 25. er blevet af (2000), eine Darstellung des Lebens und der Amtszeiten der dänischen Ministerpräsidenten im 20. Jahrhundert. Allerdings fehlte eine Darstellung über den zwischen 1993 und 2001 amtierenden Ministerpräsidenten Poul Nyrup Rasmussen, da Mørch seit 1966 mit der Politikerin Ritt Bjerregaard verheiratet ist, die zuletzt Ernährungsministerin im Kabinett Rasmussens war. Allerdings verfasste er später eine eigene Biografie Rasmussens.
Zuletzt veröffentlichte er Store forandringer – 61 fortællinger om, hvordan verden blev moderne (2009), in der er 61 nützliche Veränderungen in der Weltgeschichte beschrieb, sowie Vældige ting – 63 fortællinger om verden, som den er, eine Darstellung von 63 Themen, die zu der heutigen Welt führten wie die Weltumrundung von Ferdinand Magellan, die Industrielle Revolution, die Dreyfus-Affäre sowie Martin Heidegger und der Nazismus.

## Ehrungen
- 1990: Søren-Gyldendal-Preis

- 2003: Rosenkjærprisen

## Weitere Veröffentlichungen
Zu seinen weiteren Veröffentlichungen gehören:
- Tyrkiet - mellem Europa og Mellemøsten. 1992, ISBN 87-7783-245-0.
- Hørup er med. 2004, ISBN 87-7731-186-8.
- Poul Nyrup Rasmussen. 2004, ISBN 87-02-03121-3.
- Den nye verdensorden, og krigen om Kuwait. Mitautorin Anne Okkels Olsen, 2004, ISBN 87-7783-086-5.
- Danskernes billeder - Før Fjernsynet. 2005, ISBN 87-02-04281-9.
- Sophus har været der - Falck i 100 år. Mitautor Frederik Madsen, 2006, ISBN 87-12-04274-9.

## Hintergrundliteratur
- Rasmus Dahlberg: Anvendt historie - En bog om og til historikeren Søren Mørch. 2003, ISBN 87-02-02665-1.
- Martin Krasnik: Ritt & Søren - Samtaler om krig og kærlighed. 2009, ISBN 978-87-7055-659-0.